# جمال احمد (غتشين)
جمال احمد (بالفارسية: جمال احمد) هي قرية تقع في إيران في قسم غتشین الريفي. يقدر عدد سكانها بـ 1291 نسمة بحسب إحصاء 2016.